# Stig Jönsson
Stig George Jönsson, född den 25 oktober 1928 i Spannarp, Kristianstads län, död den 16 juli 1970 i Malmö, var en svensk friidrottare (långdistanslöpare). Han tävlade för Malmö AI och vann SM-guld på 10 000 m år 1957, på 25 000 m år 1959, på 30 000 m år 1964 samt i terräng 8 km åren 1956 och 1957.
Stig Jönsson är begravd på Ausås kyrkogård.